# Elżbieta Urbańczyk
Elżbieta Urbańczyk (Nowy Dwór, 26 de abril de 1971) es una deportista polaca que compitió en piragüismo en la modalidad de aguas tranquilas. Ganó siete medallas en el Campeonato Mundial de Piragüismo entre los años 1994 y 2002, y ocho medallas en el Campeonato Europeo de Piragüismo entre los años 1997 y 2002.

## Palmarés internacional
| Campeonato Mundial | Campeonato Mundial        | Campeonato Mundial | Campeonato Mundial |
| Año                | Lugar                     | Medalla            | Competición        |
| ------------------ | ------------------------- | ------------------ | ------------------ |
| 1994               | Ciudad de México (México) | Medalla de oro     | K2 500 m           |
| 1994               | Ciudad de México (México) | Medalla de bronce  | K2 200 m           |
| 1995               | Duisburgo (Alemania)      | Medalla de plata   | K2 500 m           |
| 1997               | Dartmouth (Canadá)        | Medalla de plata   | K2 200 m           |
| 1997               | Dartmouth (Canadá)        | Medalla de bronce  | K2 1000 m          |
| 2001               | Poznań (Polonia)          | Medalla de plata   | K1 200 m           |
| 2002               | Sevilla (España)          | Medalla de bronce  | K1 200 m           |
| Campeonato Europeo |                           |                    |                    |
| Año                | Lugar                     | Medalla            | Competición        |
| 1997               | Plovdiv (Bulgaria)        | Medalla de oro     | K2 200 m           |
| 1997               | Plovdiv (Bulgaria)        | Medalla de oro     | K2 1000 m          |
| 1999               | Zagreb (Croacia)          | Medalla de bronce  | K1 500 m           |
| 1999               | Zagreb (Croacia)          | Medalla de bronce  | K1 1000 m          |
| 2000               | Poznań (Polonia)          | Medalla de bronce  | K1 200 m           |
| 2000               | Poznań (Polonia)          | Medalla de bronce  | K1 500 m           |
| 2001               | Milán (Italia)            | Medalla de plata   | K1 200 m           |
| 2002               | Szeged (Hungría)          | Medalla de bronce  | K1 500 m           |